# Club Deportivo Real Tomayapo
O Club Deportivo Real Tomayapo é um clube de futebol boliviano fundado em 2 de fevereiro de 1999 na cidade de Tarija. Manda seus jogos no Estádio IV Centenario, com capacidade para 20 mil pessoas. A cidade e o estádio tem a altitude de 1.854 metros acima do nível do mar. Já ganhou a Copa Simon em 2020. O Real Tomayapo subiu recentemente em 2021, e desde de então nunca caiu, estando na lista dos times nunca rebaixados 

## História

### Fundação
O Real Tomayapo foi fundado em 2 de fevereiro de 1999 em uma carpintaria do bairro 4 de Julio sob a liderança de Marino Valdez. Uma equipe foi formada com crianças do bairro, principalmente descendentes de moradores do cantão Tomayapo, na província de Eustaquio Méndez, que inclui uma comunidade de povoados próximos ao rio Tomayapo e o município de El Puente, povoado principalmente dedicado à agricultura frutífera, principalmente pêssegos.
Começando nas divisões amadoras (sindicais), o time logo conseguiria a promoção à Primera "B" da Tarijeña Football Association, categoria equivalente à quarta divisão do futebol boliviano em 2012, onde após uma temporada modesta terminou na quarta colocação. Sua promoção à categoria mais alta ocorreria duas temporadas depois, na temporada 2014-2015, ele obteria o quarto lugar na categoria Primeira "B", conquistando assim o direito de disputar uma partida de promoção indireta contra o clube Independiente de Tarija, que conseguiu derrotar por 4 a 3, conseguindo assim a promoção à categoria máxima do futebol de Tarijeño.
Na primeira divisão, o Tomayapo sempre foi um time intermediário, mesmo do meio para baixo na temporada 2018. Em janeiro de 2019, no aniversário de 20 anos, o clube organizou um evento comemorativo no início do ano, onde pessoas históricas da instituição foram premiados e toda a diretoria foi renovada e uma reengenharia completa foi realizada. Nesta temporada, no campeonato ATF Apertura, acabaria sagrando-se campeão do torneio ao derrotar o clube Avilés Industrial FC na última rodada do campeonato por 3 a 1, garantindo assim a vaga para a segunda divisão do campeonato nacional.
Em 2019 estreou na Copa Simón Bolívar 2019, onde chegou às semifinais, sendo eliminado para o Real Santa Cruz nos pênaltis.

#### A Promoção à Primeira divisão
No campeonato Clausura da temporada 2019 da ATF, o Real Tomayapo terminaria como vice-campeão, garantindo assim uma vaga para a Copa Simón Bolívar 2020 , onde conquistaria o campeonato e a histórica promoção à Primera División , comandada por Horacio Pacheco , após derrotar o Independiente Petrolero na final. Essa conquista foi muito comemorada em todo o Departamento de Tarija , que voltou a ter um time na Primeira Divisão, após 4 anos, após o rebaixamento do Petroleiro .

### Estreia na Primeira Divisão
Para a temporada de 2021 a diretoria tomou a firme decisão de contratar jogadores do Tarija, desta forma o clube foi reforçado com jogadores locais, sendo os jogadores mais importantes para enfrentar este torneio os goleiros Diego Zamora e Luis Cárdenas, os zagueiros Juan Pablo Alemán e Alex Guevara, os meias Walter Veizaga, Rodrigo Ávila Solíz e Sergio Villamil, e o atacante Primo Esteban Romero, entre os mais destacados do Tarijeños. Enquanto as grandes contratações foram o uruguaio William Ferreira e o brasileiro Nilton Ferreira Júnior. A tão esperada estreia de Tomayapo na primeira divisão aconteceu no dia 11 de março, quando derrotou o Always Ready por 1 a 0.
Apesar de estrear com o pé direito, Tomayapo manteve-se na lanterna do campeonato, lutando para evitar o rebaixamento indireto. No dia 14, o Tomayapo perdeu por 1 a 2 em casa para o Jorge Wilstermann, decretando o fim do ciclo de Horacio Pacheco como técnico do time alviverde. No dia 10 de agosto foi anunciado que Álvaro Peña seria o novo treinador, para o resto do torneio. Na dia 28, o Tomayapo empatou em 0 a 0 contra o The Strongest, evitando definitivamente o rebaixamento.
O desempenho do clube em sua primeira temporada na Primeira Divisão foi ruim, tendo uma defesa sólida mas a falta de gols foi uma constante ao longo do torneio, das 29 partidas disputadas venceu nove, empatou quatro e perdeu as demais. O artilheiro da equipe foi o argentino Eber Vera com seis gols. O motivo da atuação do Tomayapo no campeonato foi a determinação de disputar o torneio com jogadores majoritariamente de Tarija, ao invés de se reforçar com os melhores jogadores de futebol que o clube pudesse contratar, motivo que a direção percebeu na reta final do torneio.  Além disso, Tomayapo teve sorte por causa da grande crise financeira que clubes como Blooming, Real Potosí e San José passaram.

## Títulos
- Copa Simón Bolívar: 2020.
- Campeonato Tarijeño: 2019-A.